# 機関車トービーのかつやく
『機関車トービーのかつやく（汽車のえほん7）』（きかんしゃトービーのかつやく きしゃのえほん7）（原題 Toby the Tram Engine）は、低学年の児童向け絵本シリーズ「汽車のえほん」の第7巻である。

## 概要
1952年にイギリスで発行されたウィルバート・オードリー牧師執筆による汽車のえほんシリーズの第7巻。4話の短編作品を収録。挿絵はレジナルド・ダルビーが担当。ポプラ社から1974年4月に日本語訳が出版されていたが、2004年頃一旦絶版。2005年に新装改訂版が出版され、モデルアニメーションに準じて「機関車トビーのかつやく」となっている。2010年12月にミニ新装版が発売された。
初期の版での裏表紙の予告では、仮題が「トロッコ機関車トービー」となっていた。これは原題「Toby the Tram Engine」の「Tram」を「路面軌道」では無く「産業用小軌道（すなわちトロッコ）」の意味に誤訳してしまったせいであろう。

## 成立の過程
1945年から、ほぼ毎年に1巻ずつ続巻してきた本シリーズの第7巻。オードリー牧師とその息子クリストファーが見た、グレート・ヤーマスで入れ替え作業をしていた路面機関車からトビーの構想が生まれた。また日本語旧版ではこの巻から字が少し小さくなった。

## 収録作品
- トビーとふとっちょの紳士 (Toby and the Stout Gentleman)
- トーマスとおまわりさん (Thomas in Trouble)
- トビーとジェームス (Dirty Objects)
- キンドリー夫人のクリスマス (Mrs. Kyndley's Christmas)

## 登場キャラクター
テレビシリーズの機関車紹介と重複する解説は省略、本巻の内容で特筆すべきものを紹介。
- トーマス
- パーシー
- ジェームス
- トビー：初登場。モデルはグレート・イースタン鉄道のウィスベック線で使用されていたクラスJ70。
- ヘンリエッタ：初登場。トビーの客車。モデルは同線のボギー客車だが、ダルビーは2軸にアレンジした。

## その他
- この巻では局長の家族が初めて登場する。
- P43の挿絵では、事故でタールを被ったジェームスを強調して背景に集中線が描かれ、ダルビーにしては珍しい技法である。